# 피아노 모음곡 (쇤베르크)

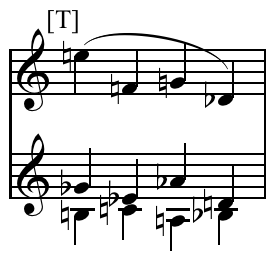
쇤베르크의 피아노 모음곡을 위한 초기 스케치에서 가져온 다성 복합음.

《피아노 모음곡 작품번호 25》은 1921년에서 1923년 사이에 아르놀트 쇤베르크가 작곡한 피아노 모음곡이다. 이는 쇤베르크가 모든 악장에서 한 줄의 "서로만 관련된 12음"을 사용한 가장 이른 작품이다. 이 모음곡의 기본 음조는 E–F–G–D♭–G♭–E♭–A♭–D–B–C–A♭이다.

## 개요
형식과 작품 경향 면에서 이 작품은 바로크 모음곡의 많은 특징을 반영한다. 6개의 악장으로 되어 있다.
1. 전주곡 (1921)
2. 가보트 (1923)
3. 뮈제트 (1923)
4. 간주곡 (1921–1923)
5. 미뉴에트. 트리오 (1923)
6. 지그 (1923)

이 작품에서 쇤베르크는 처음으로 행의 변환과 반전을 사용한다: 사용된 집합은 P-0, I-0, P-6, I-6 및 이들의 역행이다.
1924년 2월 25일 빈에서 쇤베르크의 제자 에두아르트 스토이어만에 의해 초연되었다. 스토이어만은 1957년에 이 작품을 상업적으로 녹음했다. 피아노 모음곡의 첫 녹음은 닐스 비고 벤츠온이 1950년 이전에 녹음했다.